# Joseph Marini
 (avril 2015).
Si vous disposez d'ouvrages ou d'articles de référence ou si vous connaissez des sites web de qualité traitant du thème abordé ici, merci de compléter l'article en donnant les références utiles à sa vérifiabilité et en les liant à la section « Notes et références ».
Joseph Marini (1898-1984) fut une figure du crime organisé corse.
Né à Calenzana (Haute-Corse) le 5 juillet 1898 Joseph Marini dit encore Pierre Marini passe par les bataillons d'Afrique. A Marseille il est souteneur mais s'intéresse déjà à la drogue. Vers 1923-1924 il monte à Paris. Là avec son frère Nonce et son ami Antoine Peretti il fédère les Corses déjà nombreux dans le milieu parisien. Ensemble ils éliminent ou expulsent les voyous locaux. Très vite la presse le nomme le "Capitaine des Corses" car il est devenu un personnage de poids. Proche de Paul Carbone et François Spirito, Joseph Marini a de gros intérêts dans les hôtels de passe, la prostitution de rue et la drogue. 
De 1930 à 1936 il est mêlé à plusieurs fusillades impromptues ou règlements de compte plus organisés. Notamment la rivalité qui l'oppose aux frères Stefani pour un laboratoire de fabrication de drogue fait plusieurs morts dont les Stefani. Se méfiant de la Préfecture de police de Paris, réputée noyautée par les Corses, la Sûreté nationale aurait tenté en 1937 de l'impliquer dans une affaire d'escroquerie à l'assurance. Un camion de déménagement transportant son mobilier avait sauté à la suite d'une explosion mystérieuse et le chauffeur avait été tué. Joseph Marini est écroué à Dijon mais est finalement mis en liberté. À la mort de son frère Nonce, il laisse la gestion d'une partie du patrimoine familial à « Madame Nonce » notamment les hôtels. Dès avant 1939 son rôle de juge de paix du milieu corse parisien est en déclin.
Oublié, il meurt de vieillesse en 1984.